# Pakora

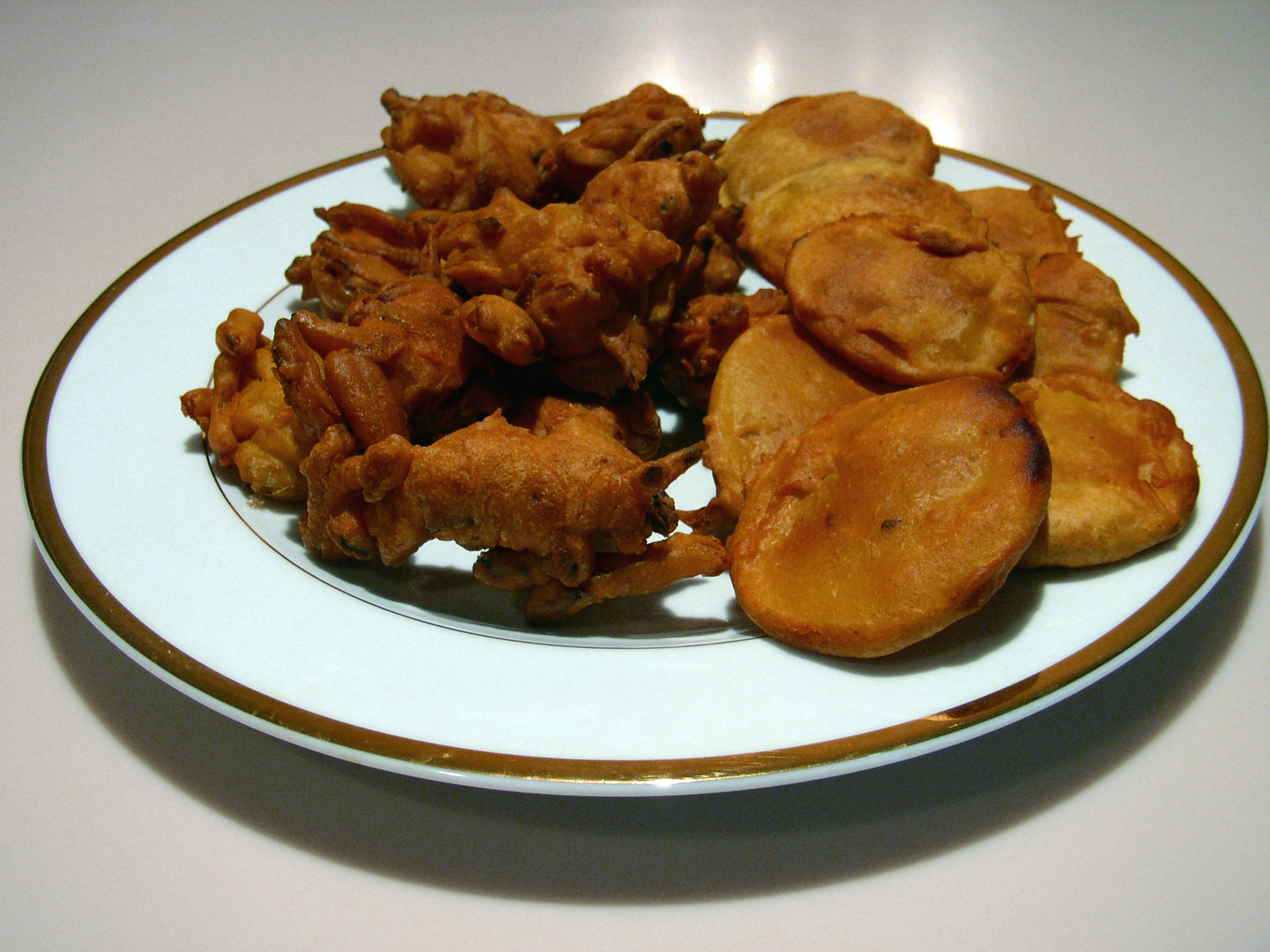
Dues varietats de pakores: una amb cebes (esquerra) i l'altra amb patates (dreta)

Pakora (en hindi पकोड़ा) és un tipus de plat procedent de la gastronomia de l'Índia i que consisteix a fregir verdures empanades amb una pasta feta amb farina de cigrons, aigua i espècies. En general es tracta d'un bunyol vegetarià fet a base de ceba, d'albergínia, de patata, d'espinacs o d'altres, tot i que n'hi pot haver de fets de panir (formatge) i més rarament de pollastre. En la seva elaboració també es fan servir espècies diverses com el garam masala, el coriandre, etc.

## Elaboració
Es mescla la farina de cigrons amb l'ou, hidrogencarbonat, aigua i una mica de suc de llimona per fer una massa aigualida per a empanar les verdures o els ingredients triats. Les verdures així empanades es fregeixen en oli abundant i molt calent (a l'Índia se sol emprar el vanaspati, oli vegetal) fins que estiguin ben daurades.

## Consum
Les pakores es mengen sovint acompanyades d'una salsa. A Occident fan sovint d'aperitiu però a l'Índia són consumides com a entremesos als restaurants. En algunes ciutats europees on la quantitat d'immigrants pakistanesos o indis és notòria (com és el cas de Barcelona), és freqüent de veure pakores en els restaurants de menjar ràpid com a acompanyament que fa d'alternativa a les tradicionals patates fregides o al kebab.